# Massimo Mattioli

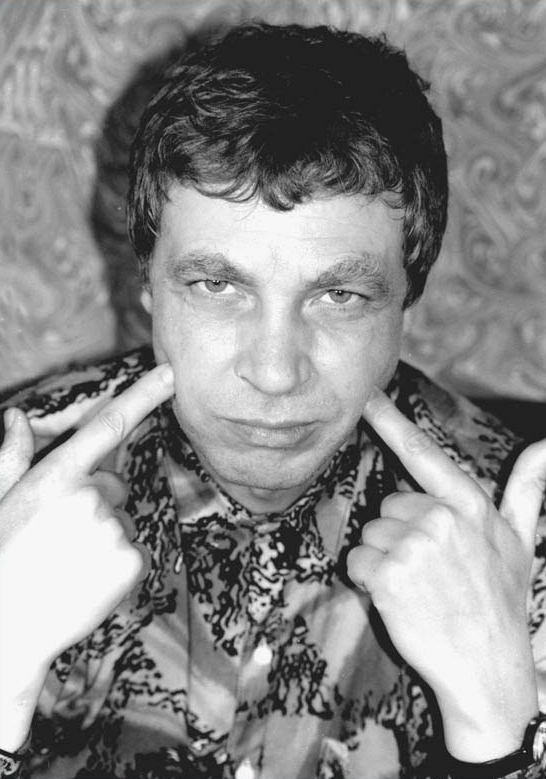
Mattioli (1995)

Massimo Mattioli (* 25. September 1943 in Rom; † 23. August 2019 ebenda) war ein italienischer Undergroundkünstler und Zeichner.
Sein Hauptwerk spielt häufig in einer bonbonfarbenen Welt, voller niedlicher Tierfiguren à la Tex Avery, die im Lauf seiner Geschichten zu einem Laster geführt werden, um am Ende auf grausame Weise in brutalen, pornographischen und vulgären Szenen zu sterben. Seine provokanten Arbeiten waren eine Inspirationsquelle für die Flashcartoon-Serie Happy Tree Friends.
Mattioli starb am 23. August 2019 in Rom im Alter von 75 Jahren nach einer Krankheit.

## Werke
Mattioli begann seine Karriere im Jahr 1965 für das italienische Magazin „Il Vittorioso“, wo er seinen ersten Comic „Vermetto sight“ schuf. Nach einer Reise nach London (er arbeitete in Mayfair) zog er nach Frankreich, wo er bis 1973 für das Comicmagazin „Pif Gadget“, und somit für ein kindliches Publikum, arbeitete. Er kehrte 1973 nach Italien zurück und schuf für das Magazin „Il giornalio“ den Comic Pinky: einen rosa Kaninchenreporter. Er hat im Jahr 1977 zusammen mit Stefano Tamburini das Underground-Magazin „Cannibal“ gegründet, wo er seinen Comic Joe Galaxy veröffentlichte. Im Jahr 1980 hat er das Magazin „Frigidaire“ gegründet, wo er seine bekanntesten Comics Squeak the mouse und Superwest geschaffen hat, welche beide Blutbäder, Sex, grausame Morde und Verstümmelungen von Tierfiguren enthalten.

## Veröffentlichungen in Deutschland
- Squeak the Mouse 1, Ed. Kunst der Comics, 1991
- Squeak the Mouse 2, Ed. Kunst der Comics, 1993
- Comix 2000, L’association, 1999

## Auszeichnungen
Mattioli erhielt mehrere Preise, darunter der französische Preis Phenix im Jahr 1971, the Yellow Kid im Jahr 1975 und Romics d’Oro im Jahr 2009.